# Verwaltungsgemeinschaft Gramme-Aue

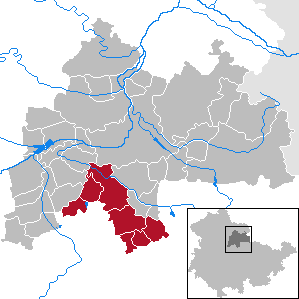
Lage der ehemaligen Verwaltungsgemeinschaft im Landkreis Sömmerda

In der Verwaltungsgemeinschaft Gramme-Aue aus dem thüringischen Landkreis Sömmerda hatten sich sieben Gemeinden zur Erledigung ihrer Verwaltungsgeschäfte zusammengeschlossen.
Sitz der Verwaltungsgemeinschaft war in Großrudestedt.

## Die Gemeinden
- Alperstedt
- Großmölsen
- Großrudestedt
- Kleinmölsen
- Nöda
- Ollendorf
- Udestedt

## Geschichte
Die Verwaltungsgemeinschaft wurde am 10. September 1994 gegründet.
Zum 31. Dezember 2019 hat sich die Verwaltungsgemeinschaft gemäß dem „Thüringer Gesetz zur freiwilligen Neugliederung kreisangehöriger Gemeinden im Jahr 2019“ mit der Verwaltungsgemeinschaft An der Marke zur Verwaltungsgemeinschaft Gramme-Vippach mit Sitz in Schloßvippach zusammengeschlossen.